# Bolton (Mississippi)
Bolton ist eine US-amerikanische Stadt, die im Hinds County, Mississippi liegt. Laut dem United States Census Bureau leben in Bolton 441 Menschen (Stand: 2020).
In der Umgebung gibt es die Hinds County School, in der alle Schulpflichtigen aus dem Distrikt unterrichtet werden. Bolton hat eine Fläche von näherungsweise 4,0 km². Der berühmte Bluessänger Charley Patton wurde in der Nähe von Bolton geboren.

## Demographie
In Bolton existieren 246 Haushalte und 157 Familien. Die Bevölkerung setzt sich aus 66,77 % afroamerikanischen, 31,64 % weißen US-amerikanischen und 1,91 % anderen Gruppen zugehörigen Einwohnern zusammen (alle Angaben aus dem Jahre 2000; United States Census Bureau).